# KR Андромеды
KR Андромеды (лат. KR Andromedae) — одиночная переменная звезда в созвездии Андромеды на расстоянии приблизительно 2104 световых лет (около 645 парсеков) от Солнца. Видимая звёздная величина звезды — от +10,96m до +10,46m.

## Характеристики
KR Андромеды — красный гигант, пульсирующая медленная неправильная переменная звезда (LB:) спектрального класса M5. Радиус — около 129,02 солнечных, светимость — около 1791,602 солнечных. Эффективная температура — около 3306 K.